# Xenotyphlops grandidieri
Xenotyphlops grandidieri es la única especie de su género y el único miembro de la familia de serpientes Xenotyphlopidae. Son endémicas de Madagascar.